# Anne Bancroft

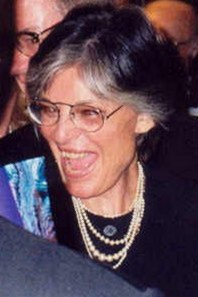
Anne Bancroft (1997)

Anne Bancroft (eigentlich: Anna Maria Louisa Italiano; * 17. September 1931 in der Bronx, New York; † 6. Juni 2005 ebenda) war eine US-amerikanische Schauspielerin. Sie erhielt 1963 den Oscar für ihre Rolle in Licht im Dunkel, am berühmtesten ist aber wohl ihre Darstellung der Mrs. Robinson in Die Reifeprüfung (1967). Am Broadway übernahm sie meist die Rollen „starker“ Frauen. Der Schriftsteller Max Brooks ist ihr Sohn aus der Ehe mit Mel Brooks, mit dem sie über 40 Jahre verheiratet war.

## Leben und Karriere

### Familie und erste Rollen
Anne Bancrofts Familie war italienischer Abstammung. Ihr Vater war Schneider, ihre Mutter Telefonistin. Sie machte ihre Schauspielausbildung an der renommierten American Academy of Dramatic Arts in Manhattan.
Nach einigen Rollen im Fernsehen erhielt sie 1952 ihre erste Filmrolle in Versuchung auf 809, in dem auch Marilyn Monroe mitspielte. Bei den Dreharbeiten verlangte die Produktionsfirma 20th Century Fox die Änderung ihres Namens, weil „Italiano“ ihr oder dem Film abträglich hätte sein können. In den folgenden sechs Jahren drehte sie in Hollywood viele Kriminalfilme und Western, die Qualitäten der Filme und ihre Rollen fielen allerdings oft nur zweitklassig aus. Daher wandte sie sich Ende der 1950er-Jahre wieder der Theaterarbeit zu. Am Broadway trat sie 1958 mit Henry Fonda in der Produktion Two for the Seesaw auf, wofür man sie mit dem Tony Award auszeichnete.

### Große Erfolge mitLicht im DunkelundDie Reifeprüfung
Schon 1959 hatte Bancroft ihre nächste große Bühnenrolle in dem Stück The Miracle Worker von William Gibson. Für ihre Darstellung in der Verfilmung Licht im Dunkel von Arthur Penn gewann sie 1963 den Oscar als beste Hauptdarstellerin. In Theaterstück und Film spielte sie Anne Sullivan, die Lehrerin der gehörlosen und blinden Helen Keller (gespielt von Patty Duke). Das Stück und der Film Miracle Worker erschienen auch auf Deutsch unter dem Titel Licht im Dunkel beziehungsweise Unter anderer Sonne.
Daneben blieb sie dem Theater treu, beispielsweise in Brechts Mutter Courage und ihre Kinder (1963) und in The Devils (1965). So konnte Bancroft ihren Oscar nicht persönlich entgegennehmen, da sie gerade die Mutter Courage am Broadway spielte. Nach The Little Foxes und A Cry of Players (1967/68) legte sie aber fast zehn Jahre lang eine Bühnenpause ein, bis zum Theaterstück Golda (1977).
Nach Licht im Dunkel wurde Bancroft in Hollywood als ernsthafte Charakterdarstellerin wahrgenommen. Ab 1964 folgten weitere Hauptrollen in Filmen wie Sieben Frauen und Schlafzimmerstreit, für den sie 1964 den Darstellerpreis der Filmfestspiele von Cannes und 1965 den Golden Globe Award erhielt. Weltweite Bekanntheit brachte ihr die Rolle der Mrs. Robinson im Film Die Reifeprüfung (1967) mit Dustin Hoffman als Partner ein, wofür ihr ein weiterer Golden Globe zugesprochen wurde. Mrs. Robinson, die mit dem Sohn eines befreundeten Ehepaares eine Affäre eingeht und später Intrigen schmiedet, als dieser Sohn ihre Tochter heiraten will, wurde zu einer ikonischen Rolle. In den 1970er-Jahren wurde sie in weiteren Hauptrollen besetzt. Dass sie aber auch komödiantisches Talent besaß, bewies sie zum Beispiel in Das Nervenbündel (1975) an der Seite von Jack Lemmon.
Ihre einzige Regiearbeit war der Film Fetty – Der Dicke legt los! (1980), dessen Erfolg aber nur mäßig war.

### Ehe und Filme mit Mel Brooks

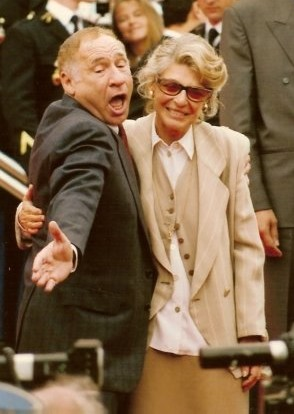
Bancroft mit Mel Brooks beim Cannes Film Festival (1991)

Von 1953 bis 1957 war Bancroft mit Martin A. May verheiratet. 1964 heiratete sie den Schauspieler und Regisseur Mel Brooks, den sie 1961 in der Fernsehshow von Perry Como kennengelernt hatte. Aus dieser Verbindung entstammt der Sohn Max Brooks. Mit Brooks spielte sie in zahlreichen Filmen; unter anderem 1983 in dessen Neuverfilmung von Ernst Lubitschs Sein oder Nichtsein.

### Spätes Leben
Die Schauspielerin war auch im Alter noch eine geschätzte Darstellerin starker und bisweilen skurriler Frauenrollen. So spielte sie 1995 unter der Regie von Jodie Foster in einem Starensemble in Familienfest und andere Schwierigkeiten die reichlich exzentrische Mutter Adele von Robert Downey Jr. und Holly Hunter, die an der Seite ihres Ehemanns Charles Durning das Familienleben nicht gerade einfacher macht. In Glauben ist alles! (2000) verkörperte Bancroft eine jüdische Mutter, deren Sohn Jake, ein Rabbi (dargestellt von Ben Stiller), ihr seine Liebschaft mit einer Nichtjüdin verheimlicht. Eine ihrer eindrucksvollsten Leistungen war in den späteren Jahren ihrer Karriere die Rolle einer Mutter eines Travestiestars in Das Kuckucksei (1988), die nicht begreifen kann, dass die Homosexualität ihres Sohnes als etwas Normales angesehen werden kann. Unter anderem spielte sie auch noch in dem Fernsehfilm Haven mit Natasha Richardson und Kenneth Welsh.
Anne Bancroft starb Anfang Juni 2005 im Alter von 73 Jahren im New Yorker Mount Sinai Hospital an Gebärmutterkrebs. Sie wurde in der Nähe ihrer Eltern Mildred und Michael Italiano auf dem Kensico Cemetery in Valhalla (Mount Pleasant, New York) beigesetzt.

## Filmografie (Auswahl)
- 1952: Versuchung auf 809 (Don’t Bother to Knock)
- 1953: Götter ohne Maske (Tonight We Sing)
- 1953: Im Reiche des goldenen Condor (Treasure of the Golden Condor)
- 1953: The Kid from Left Field
- 1954: Der Würger von Coney Island (Gorillas at Large)
- 1954: Die Gladiatoren (Demetrius and the Gladiators)
- 1954: Unter zwei Flaggen (The Raid)
- 1955: Draußen wartet der Tod (The Last Frontier)
- 1955: Pantherkatze (New York Confidential)
- 1955: Nackte Straßen (The Naked Street)
- 1956: Wenn die Nacht anbricht (Nightfall)
- 1956: Ritt in den Tod (Walk the Proud Land)
- 1957: Ein Kerl wie Dynamit (The Restless Breed)
- 1957: Das Mädchen mit den schwarzen Strümpfen (The Girl in Black Stockings)
- 1962: Licht im Dunkel (The Miracle Worker)
- 1964: Schlafzimmerstreit (The Pumpkin Eater)
- 1965: Stimme am Telefon (The Slender Thread)
- 1966: Sieben Frauen (7 Women)
- 1967: Die Reifeprüfung (The Graduate)
- 1967: I’m Getting Married (Fernsehfilm)
- 1972: Der junge Löwe (Young Winston)
- 1974: Das Nervenbündel (The Prisoner of Second Avenue)
- 1974: Die Hindenburg (The Hindenburg)
- 1974: Der wilde wilde Westen (Blazing Saddles) (nur Komparsin)
- 1975: The August (Kurzfilm) (nur Regie, Drehbuch & Schnitt)
- 1976: Eine Frau sieht rot (Lipstick)
- 1976: Mel Brooks’ letzte Verrücktheit: Silent Movie (Silent Movie)
- 1977: Am Wendepunkt (The Turning Point)
- 1977: Jesus von Nazareth (Gesu di Nazareth, Zweiteiler)
- 1980: Fetty – Der Dicke legt los (Fatso, auch Regie und Drehbuch)
- 1980: Der Elefantenmensch (The Elephant Man)
- 1982: Marco Polo (Fernseh-Miniserie)
- 1983: Sein oder Nichtsein (To Be or Not to Be)
- 1984: Die Göttliche (Garbo Talks)
- 1985: Agnes – Engel im Feuer (Agnes of God)
- 1986: Nacht, Mutter (Night, Mother)
- 1987: Zwischen den Zeilen (84 Charing Cross Road)
- 1988: Das Kuckucksei (Torch Song Trilogy)
- 1989: Singende Kumpel haben’s schwer (Bert Rigby, You’re a Fool)
- 1990: Freddie and Max (Fernsehserie, sechs Folgen)
- 1992: Broadway Familie (Broadway Bound, Fernsehfilm)
- 1992: … aber nicht mit meiner Braut – Honeymoon in Vegas (Honeymoon in Vegas)
- 1992: Love Potion No. 9 – Der Duft der Liebe (Love Potion No. 9)
- 1992: Mrs. Cage (Fernsehfilm)
- 1993: Codename: Nina (Point of No Return)
- 1993: Malice – Eine Intrige (Malice)
- 1993: Mr. Jones
- 1994: Oldest Living Confederate Widow Tells All (Fernsehfilm)
- 1994: The Mother (Fernsehfilm)
- 1995: Ein amerikanischer Quilt (How to Make an American Quilt)
- 1995: Familienfest und andere Schwierigkeiten (Home for the Holidays)
- 1995: Dracula – Tot aber glücklich (Dracula: Dead and Loving It)
- 1996: The Sunchaser
- 1996: Vier Geschwister halten zusammen (Homecoming, Fernsehfilm)
- 1997: Die Akte Jane (G.I. Jane)
- 1997: Sterben und erben (Critical Care)
- 1998: Große Erwartungen (Great Expectations)
- 1998: Mark Twain’s America in 3D (Dokumentarfilm, Erzählerin)
- 1998: Antz (Stimme)
- 1999: Deep in My Heart (Fernsehfilm)
- 2000: Glauben ist alles! (Keeping the Faith)
- 2000: Die Villa (Up at the Villa)
- 2001: Heartbreakers – Achtung: Scharfe Kurven! (Heartbreakers)
- 2001: In Search of Peace (Erzählerin im Dokumentarfilm)
- 2001: Haven (Fernsehfilm)
- 2003: Mrs. Stone und ihr römischer Frühling (The Roman Spring of Mrs. Stone) (Fernsehfilm)
- 2008: Delgo (Stimme, posthum)

## Theaterrollen
- Two for the Seesaw (1958)
- The Miracle Worker (1959)
- Mother Courage and Her Children (1963)
- The Devils (1965)
- The Little Foxes (1967)
- A Cry of Players (1968)
- Golda (1977)
- Duet for One (1981)
- Occupant (2002)

## Auszeichnungen
Oscar / Beste Hauptdarstellerin
- 1963: für Licht im Dunkel

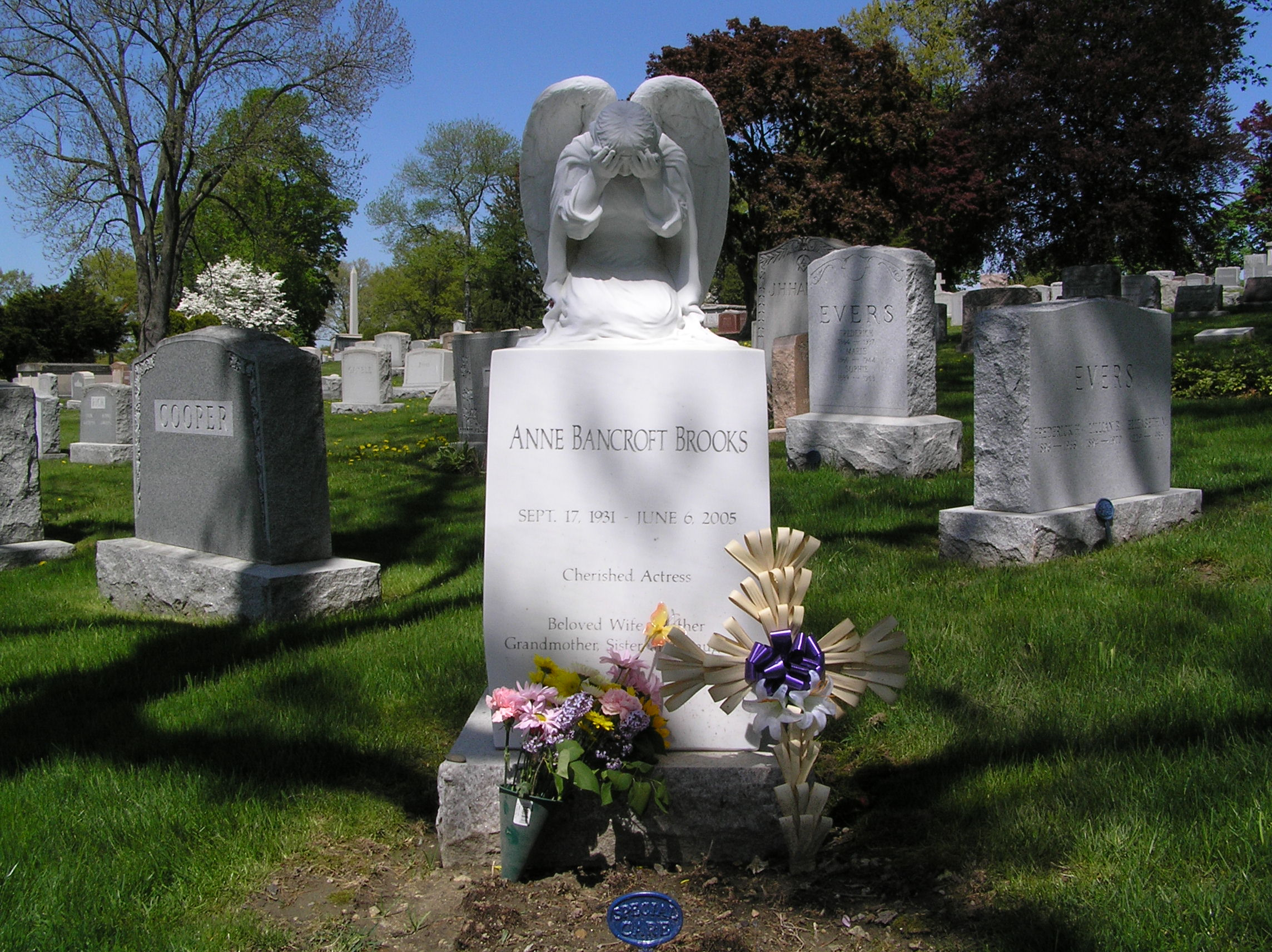
Bancrofts Grab in Valhalla

- 1965: nominiert für Schlafzimmerstreit
- 1968: nominiert für Die Reifeprüfung
- 1978: nominiert für Am Wendepunkt
- 1986: nominiert für Agnes – Engel im Feuer

Golden Globe Award
- 1963: nominiert als beste Hauptdarstellerin für Licht im Dunkel
- 1965: Beste Hauptdarstellerin für Schlafzimmerstreit
- 1968: Beste Hauptdarstellerin in Die Reifeprüfung
- 1978: nominiert als beste Hauptdarstellerin für Am Wendepunkt
- 1984: nominiert als beste Hauptdarstellerin für Sein oder Nicht Sein
- 1985: nominiert als beste Hauptdarstellerin für Die Göttliche
- 1986: nominiert als beste Hauptdarstellerin für Agnes – Engel im Feuer
- 1987: nominiert als beste Hauptdarstellerin für Nacht, Mutter

BAFTA Award
- 1963: Beste Hauptdarstellerin für Licht im Dunkel
- 1965: Beste Hauptdarstellerin für Schlafzimmerstreit
- 1969: nominiert als beste Hauptdarstellerin für Die Reifeprüfung
- 1973: nominiert als beste Hauptdarstellerin für Der junge Löwe
- 1976: nominiert als beste Hauptdarstellerin für Das Nervenbündel
- 1979: nominiert als beste Hauptdarstellerin für Am Wendepunkt
- 1988: Beste Hauptdarstellerin für Zwischen den Zeilen

Tony
- 1958: nominiert als beste Nebendarstellerin für Two for the Seesaw
- 1959: nominiert als beste Hauptdarstellerin für The Miracle Worker
- 1977: nominiert als beste Hauptdarstellerin für Golda

Neben zahlreichen weiteren Filmpreisen wie sechs Emmys war sie auch einmal für die Goldene Himbeere nominiert, nämlich 1989 als schlechteste Nebendarstellerin für Singende Kumpel haben’s schwer.
1991 wurde sie in die American Theater Hall of Fame aufgenommen.
Anne Bancroft hat einen Stern auf dem Hollywood Walk of Fame, 6368 Hollywood Boulevard.